# Ryomyong Street Apartment Building
Le Ryomyong Street Apartment Building est un gratte-ciel de 270 mètres construit en 2017 à Pyongyang en Corée du Nord. 